# Такелажная плата
Такелажная плата (англ. Rigging plate, такелажная пластина, риггинговая пластина, такелажный накопитель, мультиконнектор) — элемент альпинистского снаряжения для создания нескольких точек страховки при организации сложных верёвочных систем или комфортного рабочего пространства на одной станции.
Представляет собой пластину из (как правило) алюминиевого сплава с центральным и разнесёнными отверстиями для крепления страховочных устройств (карабина). Различные вариации устройства отличаются формой, количеством и диаметром отверстий, а также выдерживаемой нагрузкой. Обычно имеет круглую, или форму треугольника со скруглёнными углами, в одной из вершин которого находится отверстие для крепления к точке страховки (станции), а вдоль противоположной стороны отверстия для навешивания снаряжения.
Наиболее часто используется при проведении спасательных работ, а также в промальпе. Реже в спортивном альпинизме на сложных технических восхождениях.